# Bathyfauvelia grandelytris
Bathyfauvelia grandelytris är en ringmaskart som först beskrevs av Levenstein 1975.  Bathyfauvelia grandelytris ingår i släktet Bathyfauvelia och familjen Polynoidae. Inga underarter finns listade i Catalogue of Life.